# ژان-پیر کلاری دو فلوریان
ژان-پیر کلاری دو فلوریان (به فرانسوی: Jean-Pierre Claris de Florian) دراماتورژ، رمان‌نویس و شاعر قرن هجدهم میلادی اهل فرانسه است.